# Röntgenreihenuntersuchung

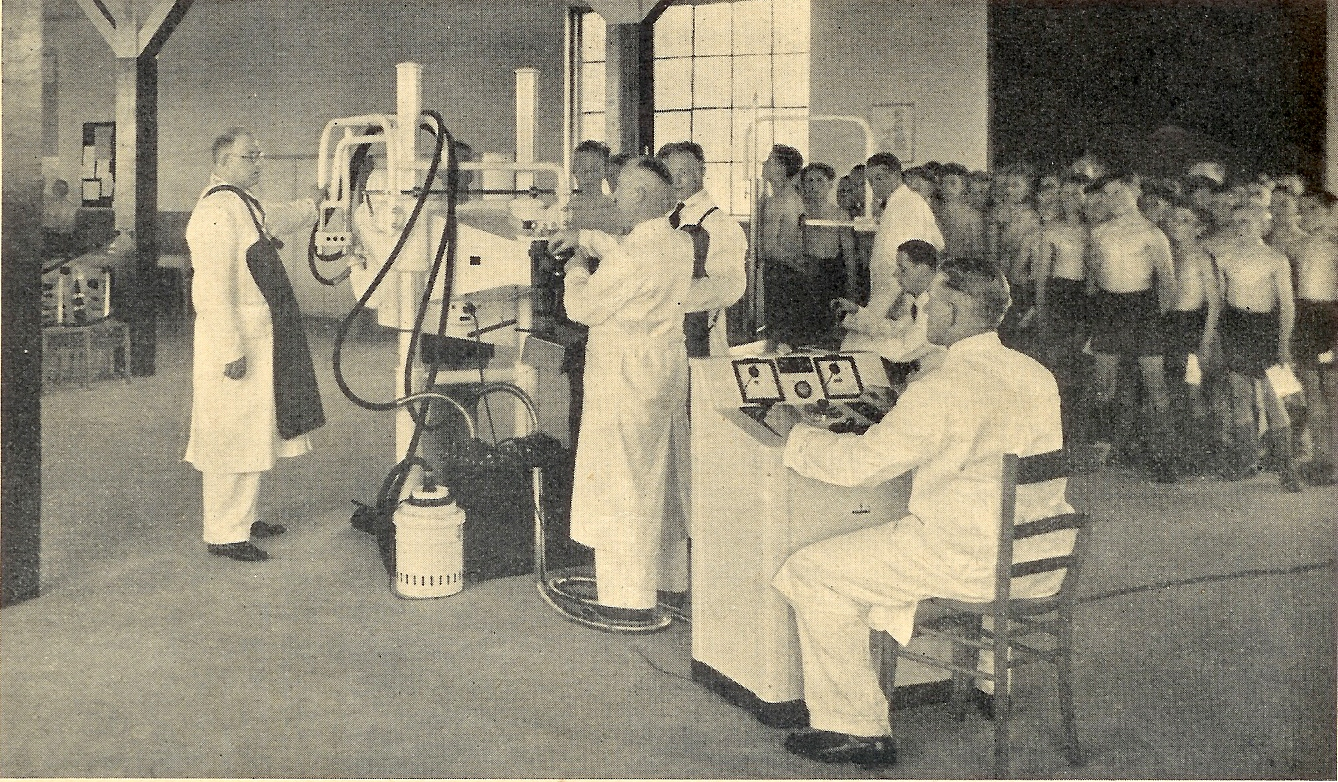
Röntgenreihenuntersuchung der Lehrlinge im Stahlwerk Mannheim A.G., Mannheim-Rheinau 1939

Die Röntgenreihenuntersuchung (RRU; auch Schirmbildreihenuntersuchung) war die von 1939 bis 1983 (Bundesrepublik Deutschland) bzw. 1990 (DDR) praktizierte systematische Untersuchung der Bevölkerung mit Röntgengeräten zur Früherkennung von  Lungentuberkulose und anderen Krankheiten des Brustkorbes, mit verpflichtender Teilnahme auf jeweiliger Landesebene in der Bundesrepublik bzw. Staatsebene in der DDR.

## Entwicklung
Im Rahmen der Tuberkulosevorsorge wurde die Röntgenreihenuntersuchung bereits 1926 vom Tuberkulosearzt Franz Redeker (1891–1962) gefordert. Erst Mitte der 1930er Jahre lagen die technischen Voraussetzungen für einen Massenbetrieb vor, nachdem der Radiologe Holfelder in Frankfurt am Main das Durchleuchtungsverfahren mit einer Kleinbildkamera kombiniert hatte. Die Schwierigkeit dieser Kombination bestand darin, die strahlenspendende Röhre mit dem Durchleuchtungsschirm und der Kleinbildkamera in das richtige Verhältnis zu bringen. Davor bestand lediglich die Möglichkeit, dass sogenannte Fliegende Tuberkuloseärzte, die auf Anregung des Arztes Joachim Hein eingerichtet wurden, Reihenuntersuchungen nach dem zeitaufwendigen Durchleuchtungsverfahren durchführten.

## Etablierung
Das neue Verfahren, bei dem im Nachgang die Kleinbildaufnahmen durch Fachärzte beurteilt wurden, bestand 1938 einen Probelauf in Mecklenburg. Ab 1939 folgten umfangreiche Röntgenreihenuntersuchungen in Baden, Württemberg, Westfalen und Hannover. Mit der Gemeinde Friedrichstal in Baden wurde erstmals vom Schulkind bis zum Greis die nahezu gesamte Bevölkerung einer Reihenuntersuchung unterzogen. Die neue Technik erlaubte mit Hilfe einer ausgebildeten Bedienungsmannschaft, 250 bis 300 vorbereitete Probanden je Stunde zu untersuchen.

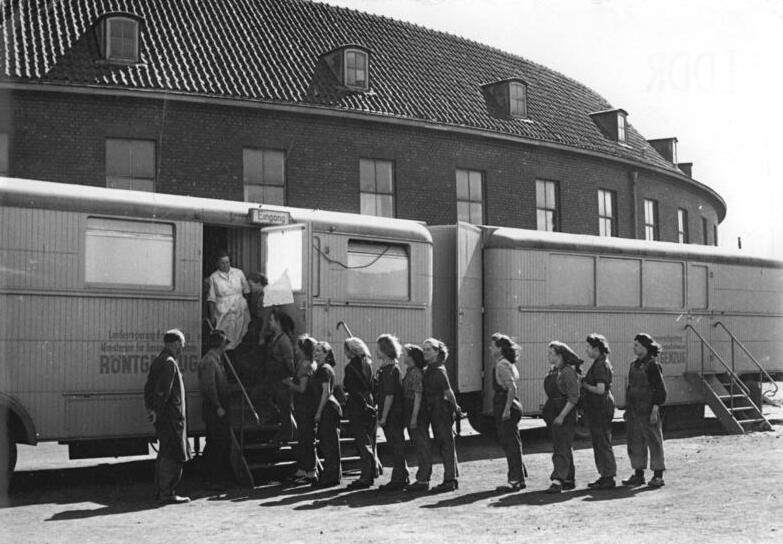
Ein Röntgenzug im Stahl- und Walzwerk Brandenburg (1952)

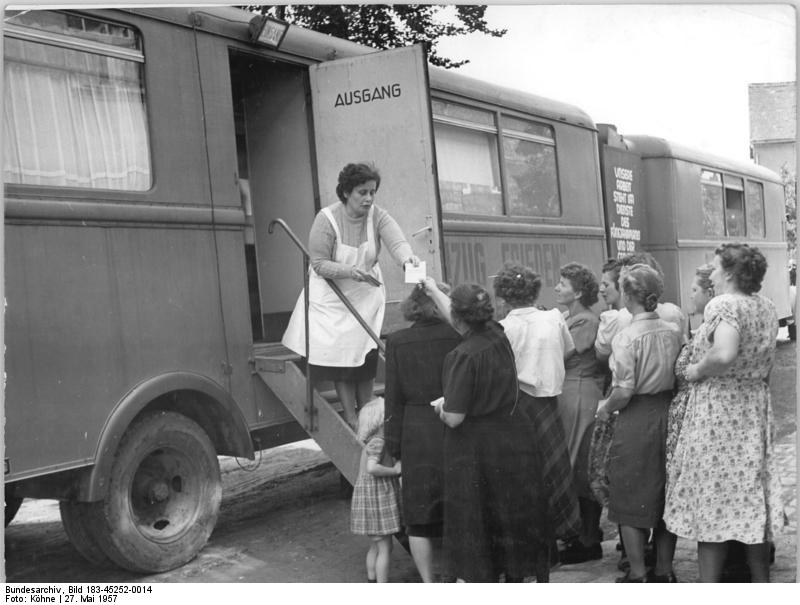
Ein Röntgenzug bei der Betreuung der Landbevölkerung in Hermstedt Thüringen (1957)

Die Notwendigkeit der Reihenuntersuchung wurde durch begleitende wissenschaftliche Untersuchungen untermauert, wobei die Behauptung, dass bei den ersten 100.000 Untersuchungen ein Anteil von 1,65 % tuberkuloseverdächtiger Befunden und ein Anteil von 2,27 % krankhafter Herzbefunde gefunden wurde, etwas hoch gegriffen scheint. Letztendlich überzeugte das Argument insbesondere frühe Stadien der Lungentuberkulose durch Heilstättenbehandlungen zur Ausheilung zu bringen. Als Kostenträger und Förderer der Röntgenreihenuntersuchungen traten daher in erster Linie die Landesversicherungsanstalten und weniger das nationalsozialistische Regime, dem der Entwickler Holfelder nahestand, auf. Bis Kriegsende wurden die Röntgenreihenuntersuchungen auf alle deutschen Länder ausgeweitet.
Vor dem Hintergrund hoher Erkrankungszahlen an Tuberkulose bei den in Norddeutschland angekommenen und in Lagern auf engem Raum untergebrachten Flüchtlingen und Vertriebenen, erließ Hamburg auf Initiative von Joachim Hein 1945 das Schirmbildgesetz und Schleswig-Holstein 1947 das Gesetz über die Röntgenreihenuntersuchung. Dieses Vorgehen wurde zum Vorbild für die Bundesländer Niedersachsen, Baden-Württemberg und Bayern, da das mit Flüchtlingen überfüllte Schleswig-Holstein die Tuberkulose damit unter Kontrolle bringen konnte. In Hamburg selbst und in Bremen wurden die Pflicht-Reihenuntersuchungen bereits 1947 beziehungsweise 1950 aufgegeben. Entgegen dieser Entwicklung richteten Bayern am 6. Juli 1953 mit dem Gesetz über Röntgenreihenuntersuchungen und Baden-Württemberg am 1. April 1954 mit einem Erlass über die Durchführung von Röntgenreihenuntersuchungen, die verpflichtende Röntgenreihenuntersuchung wieder ein.
Die Teilnahme an der Röntgenreihenuntersuchung wurde in der DDR ab 1950 zunächst (nur) intensiv und propagandistisch beworben, eine Teilnahmepflicht gab es ab 1956. Dafür kamen sogenannte „Röntgenzüge“ zum Einsatz, die in der Regel aus einem LKW mit einem Aufbau des eigentlichen Behandlungsraumes bestand, sowie einem Anhänger als mobiles Wohnheim für das weibliche Personal. Ein weiterer LKW mit entsprechendem Aufbau diente als Wohnheim für das männliche Personal, PKWs dienten für Reparatur- und Instandhaltungsmonteuren als mobile Grundlage. In Großstädten wurde in der Regel nur der LKW mit Behandlungsraum eingesetzt und auf das örtlich vorhandene Personal zurückgegriffen.
Neben stationären Schirmbildgeräten kamen in der Nachkriegszeit mobile Schirmbildgeräte in der Bundesrepublik mit sogenannten „Röntgenbussen“ zum Einsatz.

## Auslaufen
Das Ende der Röntgenreihenuntersuchungen, die zuletzt nur noch in Baden-Württemberg und Bayern verpflichtend waren, kam in Baden-Württemberg zum 30. Juni 1983. 1978 war zuvor das Mindestalter in Baden-Württemberg auf 18 Jahre heraufgesetzt worden. Die Aufarbeitung der Statistik hatte ergeben, dass bei sinkenden Tuberkulosefallzahlen (Bundesweite Inzidenz zu dieser Zeit von 39 TBC-Erkrankungen auf 100.000 Einwohner) zuletzt nur noch 4,6 Erkrankungen je 10.000 Untersuchungen festgestellt wurden. Der Erfassungsgrad der Bevölkerung lag bei 85–90 %. Dem stand das Risiko strahleninduzierter Tumoren entgegen. Bei der Bundeswehr wurde die Röntgenreihenuntersuchung während der allgemeinen Grundausbildung bei jedem Soldaten, trotz geringer Befundausbeute, bis um die Jahrtausendwende weiter durchgeführt. In Bayern wurde das Gesetz über Röntgenreihenuntersuchungen erst mit Wirkung vom 15. April 2000 aufgehoben.
In der DDR wurde die allgemeine Röntgenreihenuntersuchung 1984 auf eine Pflichtteilnahme bestimmter Personengruppen umgestellt, so dass diese für über 40-jährige sowie Personen in bestimmten gefährdeten Berufen alle zwei Jahre erfolgen müsse. In der Regel wurden diese zum Röntgentermin aufgefordert. Begründet wurde dies damit, dass zwar die Tuberkulose sehr stark zurückgegangen sei, aber diese Reihenuntersuchung zur Früherkennung von Lungenkrebs beiträgt.